# Vineet Kumar Chaudhary
Vineet Kumar Chaudhary (sinh ngày 3 tháng 12 năm 1983) là một diễn viên truyền hình Ấn Độ. Anh được biết đến qua việc đóng vai Suraj Kumar Khanna trong Yeh Hai Mohabbatein, và xuất hiện trong các sê-ri khác, như CID, Jeet Gayi Toh Piya Morey và Shaurya Aur Suhani.

## Cuộc đời
Vineet sinh ra trong một gia đình Hindu ở Delhi. Anh đạt được Bằng cử nhân Khoa học Xã hội tại Đại học Delhi, và cưới Abhilasha Jakhar vào ngày 4 tháng 2 năm 2018.

## Sự nghiệp

### Sự nghiệp ban đầu (2007–2020)

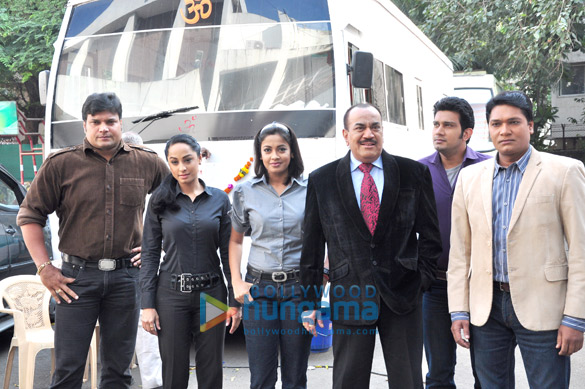
(Từ trái sang phải) Dayanand Shetty, Ansha Sayed, Janvi Chheda, Shivaji Satam, Vineet Kumar Chaudhary và Aditya Srivastava trên phim trường CID.

Anh lần đầu xuất hiện trong phim với vai Arjun Shekhawat trong bộ phim truyền hình Love Story của Anurag Basu. Sau đó anh đóng vai trong Shaurya Aur Suhani, CID, và Jeet Gayi Toh Piya Morey. Vào năm 2014, Anh tham gia chương trình giải trí thực tế thể thao Box Cricket League và là thành viên của đội Pune Anmol Ratan. và anh đã nhận được giải Cầu thủ xuất sắc nhất trận của Fogg.

### Đột phá (2020–nay)
Chaudhary đã có đột phá với vai diễn Rajesh Shastri trong Prem Bandhan. Anh cũng đã xuất hiện trong Kumkum Bhagya và Bade Achhe Lagte Hain 2, và vai diễn của anh trong chương trình thứ hai được coi là thứ gây ấn tượng lớn nhất đến Chaudhary. Từ tháng 2 đến tháng 10 năm 2023, anh vào vai Samrat Singh trong Dhruv Tara – Samay Sadi Se Pare.

## TV
| Năm             | Sê-ri                           | Vai                      | Ghi chú       | Tham khảo                   |
| --------------- | ------------------------------- | ------------------------ | ------------- | --------------------------- |
| 2007–2008       | Love Story                      | Arjun Shekhawat          | Vai ủng hộ    |                             |
| 2009            | Shaurya Aur Suhani              | Simha                    | Vai phản diện | [ 15 ] [ 16 ]               |
| 2010            | Chotti Bahu                     | Rajjan Yaduvanshi        | Vai phản diện |                             |
| 2010–2011       | Gunahon Ka Devta                | Inspector Ranvijay Singh | Vai phản diện |                             |
| 2012–2013       | CID                             | Thanh tra Vineet         | Vai ủng hộ    |                             |
| 2013            | CID Chhote Heroes               | Thanh tra Vineet         | Vai ủng hộ    |                             |
| 2014–2016; 2018 | Yeh Hai Mohabbatein             | Suraj Kumar Khanna       | Vai phản diện |                             |
| 2015            | Service Wali Bahu               | Ayodhya Prasad           | Vai phản diện | [ 17 ]                      |
| 2016            | Balika Vadhu                    | Kundan Singh             | Vai phản diện |                             |
| 2016–2017       | Naagin 2                        | Mahish                   | Vai phản diện |                             |
| 2017            | Rishton Ka Chakravyuh           | Purushottam              | Vai phản diện |                             |
| 2018            | Jeet Gayi Toh Piya Morey        | Bác sĩ Daksh Shergill    | Vai ủng hộ    |                             |
| 2018            | Laal Ishq – Pakdau Dulha        | Dracula (Tập 40)         | Vai trong tập |                             |
| 2019; 2020      | Kahaan Hum Kahaan Tum           | Mahesh Yadav             | Vai phản diện | [ 18 ]                      |
| 2020–2021       | Prem Bandhan                    | Rajesh Shastri           | Vai phản diện | [ 19 ] [ 20 ] [ 21 ] [ 22 ] |
| 2021            | Kumkum Bhagya                   | Gautam Thapar            | Vai phản diện |                             |
| 2021–2022       | Bade Achhe Lagte Hain 2         | Shashwat "Shashi" Babbar | Vai phản diện |                             |
| 2022            | Ghum Hai Kisikey Pyaar Meiin    | Sadanand Pawle           | Vai phản diện |                             |
| 2023            | Dhruv Tara – Samay Sadi Se Pare | Samrat Singh             | Vai phản diện | [ 23 ]                      |
| 2023–2024       | Karmadhikari Shanidev           | Shanidev                 | Vai chính     |                             |

### Chuơng trình thực tế
| Năm       | Trình diễn             | Vai trò  |
| --------- | ---------------------- | -------- |
| 2014–2015 | Giải đấu Box Cricket   | Thí sinh |
| 2016      | Giải đấu Box Cricket 2 | Thí sinh |
| 2019      | Giải đấu Box Cricket 4 | Thí sinh |

## Video âm nhạc
| Năm  | Tiêu đề      | Ca sĩ                  |
| ---- | ------------ | ---------------------- |
| 2022 | Kala Mascara | Vibhas, Palvi và Mavie |